# Infraréalisme

Roberto Bolaño, l'un des fondateurs de l'infraréalisme

L'infraréalisme est un mouvement poétique d’avant-garde fondé en 1975 par un groupe de jeunes gens dont le poète mexicain Mario Santiago Papasquiaro, et l’écrivain chilien Roberto Bolaño.

## Contexte historique
En 1968, dans le contexte de la guerre sale qui sévit alors en Amérique latine, les étudiants de l’université de l’UNAM subissent une sanglante répression militaire de la part du gouvernement de Gustavo Diaz Ordaz. Deux ans plus tard, en réaction au massacre de Tlatelolco, le nouveau président Luis Echeverria Alvarez lance une série d’initiatives destinées à favoriser l'essor de la création culturelle au Mexique, telles que la création d’ateliers d’art au sein des universités. C’est dans cette atmosphère créatrice que le mouvement est officiellement fondé en 1975.
Il réunit alors une vingtaine de poètes âgés de 15 à 22 ans, pour la plupart de nationalité mexicaine. La majorité d’entre eux se sont connus aux ateliers de poésie de Juan Banuelos de la UNAM et de Alejandro Aura de Casa del Lago. Outre Mario Santiago Papasquiaro et Roberto Bolaño, on peut également citer parmi les membres fondateurs José Vicente Anaya, Ruben Medina, Ramon Mendez Estrada et Jose Rosas Ribeyro. 
Les premières lectures de poèmes infraréalistes ont lieu fin 1975 à la Bibliothèque Gandhi. Le succès de cette première rencontre donne lieu par la suite à de nouveaux récitals entre 1974 et 1976. Peu après la publication de la première anthologie infraréaliste en 1976, Pájaro de calor, ocho poetas inffrarealistas, Roberto Bolaño part s’installer à Barcelone, provoquant ainsi la fin prématurée du mouvement. 

## Présentation
À ses débuts, les animateurs du mouvement sont Roberto Bolaño et Mario Santiago Papasquiaro. Leur but est de se détacher des normes sociales alors en vigueur.
Le premier manifeste infraréaliste, écrit par Roberto Bolaño, paraît dans la revue Correspondencia infra, revista menstrual del movimiento infrarrealista, n ° 1, Octobre / Novembre 1977.  

« D’ici la fin du système solaire il y a quatre heures-lumière ; jusqu’à la prochaine étoile, quatre années-lumière. Un océan de vide disproportionné. Mais sommes-nous réellement surs qu’il y ait un vide ? Nous savons seulement que dans cet espace il n’y a pas d’étoiles brillantes ; si elles avaient existé, seraient-elles visibles ? Et s’il avait existé des corps ni lumineux ni sombres ? Ne pourrait-il pas arriver que, sur la carte du ciel, tout comme sur les cartes terrestres, les cités-étoiles soient indiquées et les villages-étoiles omis ? (...)
Les sensations ne surgissent pas de rien (évidence des évidences), mais d’une réalité conditionnée, dans un millier de sens, à la manière d’un flux constant. (...) »

## Style et Influences
Bien que peu impliqués personnellement dans le militantisme politique, les infraréalistes sont influencés par le trotskisme et l'esprit révolutionnaire pour lesquels ils éprouvent une empathie idéologique. Ils sont également influencés par la Beat Generation des années 1950, dont les principales figures sont Jack Kerouac et William S. Burroughs. Les infraréalistes se considèrent comme des poètes rebelles. 
Du point de vue stylistique, les infraréalistes subissent l’influence du Mouvement Heure Zéro, un groupe de poésie d’avant-garde péruvien fondé par Jorge Pimentel et Juan Ramirez Ruiz en 1970. Leur attitude littéraire et philosophique les rend proches du mouvement Dada. L'infraréalisme s'oppose au surréalisme dès sa création, Roberto Bolaño attribuant l'origine du terme à l'artiste chilien Roberto Matta en 1940 lors de son éviction du surréalisme.

## Les Détectives Sauvages
Les Détectives sauvages est un roman de Roberto Bolaño paru en 1998. Dans cet ouvrage, le poète parodie l’épopée infraréaliste à travers l’histoire d’un groupe de personnages nommés les « réalistes viscéraux » ou « réalviscéralistes  ». À l’instar des infraréalistes, les réalistes viscéraux partagent la volonté de confondre l’amour de la littérature et celui de la vie. 
Mario Santiago Papasquiaro et Roberto Bolaño, apparaissent dans le roman sous les traits des jeunes poètes Ulises Lima et Arturo Belano, partis à la recherche de Cesárea Tinajero, une poétesse disparue. Au terme de leur quête, ils parviennent à retrouver la trace de celle-ci, mais elle meurt peu après. Ainsi, à travers cette métaphore, ce roman théorique poursuit la thèse selon laquelle « la littérature meurt dès qu’on croit mettre la main dessus ».

### Citations
« L'infraréalisme est plus littéraire que réel, ou plutôt, devient réel de la façon dont il a été romancé dans Les Détectives Sauvages. »